# NGC 6687
NGC 6687 (również PGC 62144 lub UGC 11309) – galaktyka spiralna (Scd), znajdująca się w gwiazdozbiorze Smoka. Odkrył ją Lewis A. Swift 11 lipca 1883 roku.